# Hannigbahn

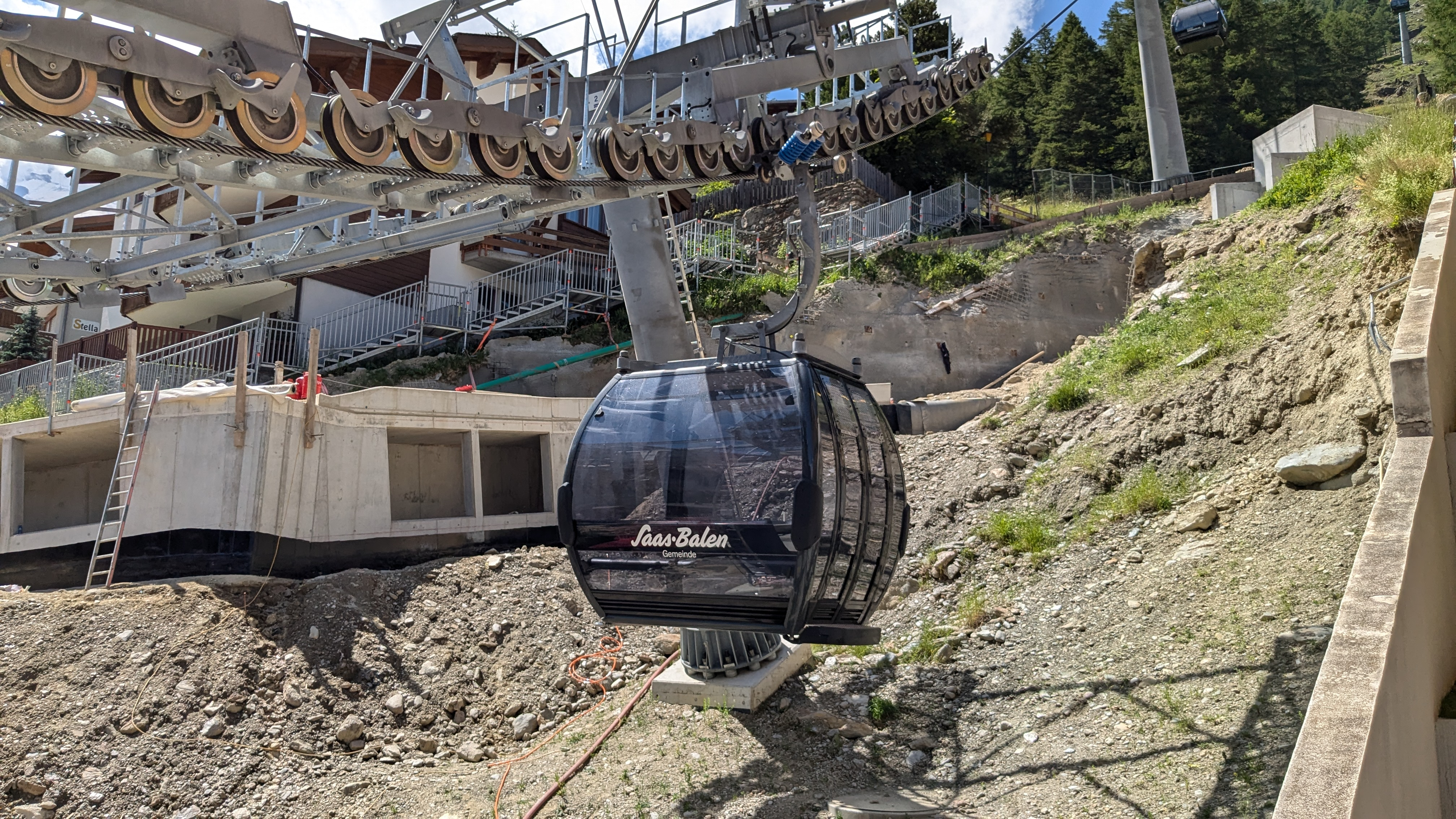
Gondel Hannigbahn, 2024

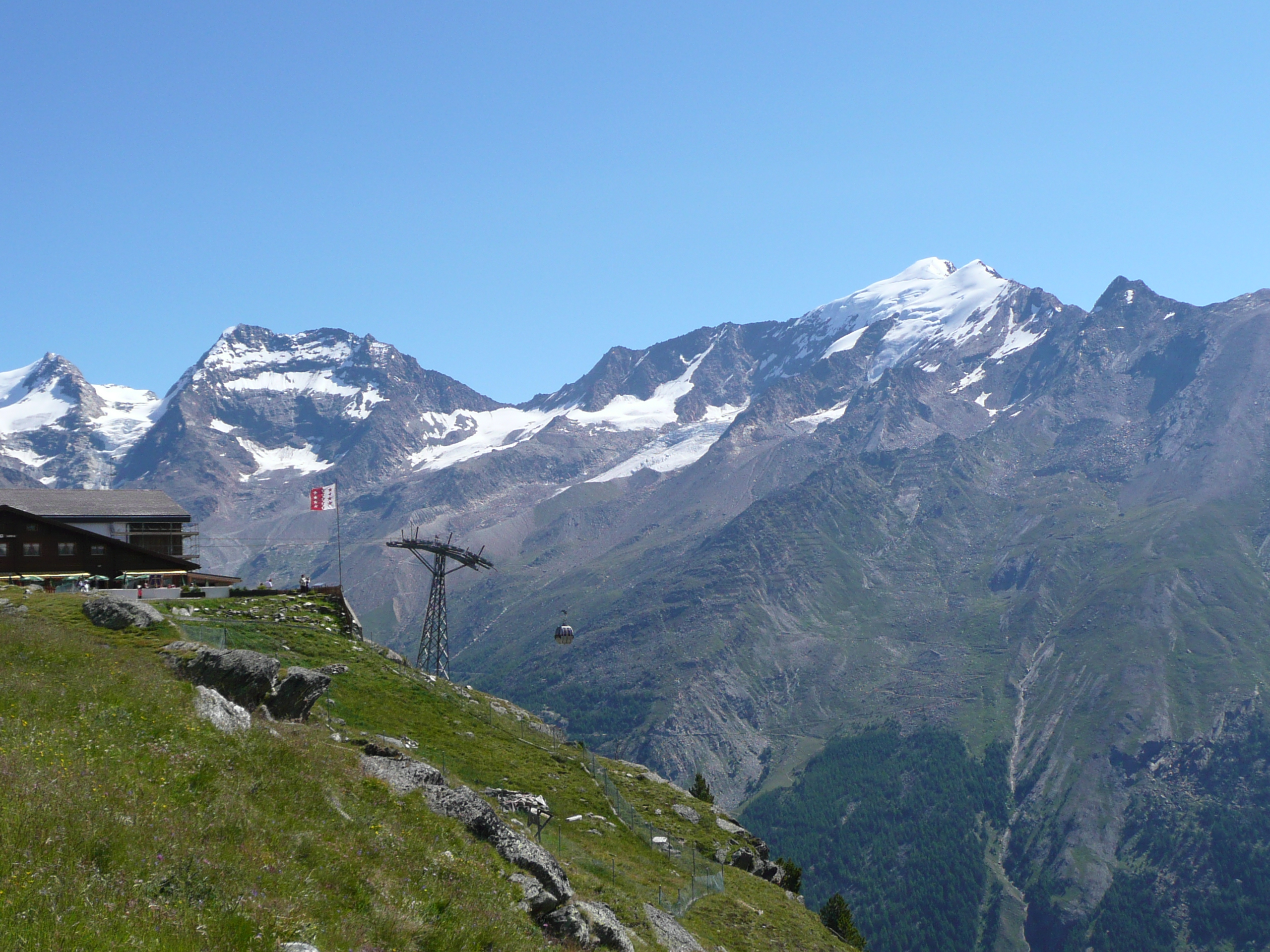
Seilbahn (alte Bahn bis 2023) und Berghaus Hannig mit Weissmies im Hintergrund rechts.

Die Einseilumlaufbahn Hannig ist eine Bergbahn in Saas-Fee im Kanton Wallis. Sie führt von Saas-Fee auf die Hannigalp, eine Geländeterrasse südöstlich des Mällig (2700 m ü. M.). Die Bergstation liegt auf einer Höhe von 2340 m ü. M.
Die Gondelbahn Hannig wurde 1969, im selben Jahr wie die Felskinnbahn, von Giovanola erbaut und als eigenständige Gesellschaft in Betrieb genommen. Mitbegründer und Initiatoren waren Fridolin Bumann und Anton Bellwald. Das Hannig-Skigebiet war das kleinste und niedrigst gelegene Saas Fees, der Skibetrieb wurde 1992 jedoch aufgrund der exponierten Südlage, der relativ geringen Höhe und der damit verbundenen Schneearmut eingestellt. Im gleichen Jahr wurde das Angebot für Nicht-Skifahrer erweitert und eine Komplett-Revision für 2,6 Mio. Fr. durch die Firma von Roll bewerkstelligt.
Die Konzession der Seilbahn wurde vom Bundesamt für Verkehr bis 31. Oktober 2019 verlängert, da die Schliessung der Bahn drohte. Es ist ein Neubau der Seilbahn geplant, um die Schliessung zu verhindern: Die österreichische Schröcksnadel-Gruppe übernimmt 23 % der Anteile an der Bahn, dies soll in der ausserordentlichen Hauptversammlung am 23. Oktober 2019 abgesegnet werden.
Der Rückbau der Bahn erfolgte 2023. Die neue Bahn wurde im Juni 2024 eröffnet.
Diese Alp ist nicht zu verwechseln mit der Hannigalp, die oberhalb von Grächen liegt.
Technische Daten
- Hannig-Einseilumlaufbahn, kuppelbar.
- Eröffnung: Juni 2024
- Fahrgeschwindigkeit: 5 m/s
- Kapazität pro Gondel: 10 Personen
- Förderleistung: 800 P/h
- Talstationhöhe: 1825 m.
- Bergstationhöhe: 2340 m.
- Höhendifferenz: 515 m.
- Länge: 1104 m.

## Weblink
- Hannig auf www.saas-fee.ch

Koordinaten: 46° 6′ 54″ N, 7° 55′ 0″ O; CH1903: 636950 / 107165